# Alphonse XIII
Pour les articles homonymes, voir Alphonse, Alphonse de Bourbon et Bourbon.
 (décembre 2022).
Si vous disposez d'ouvrages ou d'articles de référence ou si vous connaissez des sites web de qualité traitant du thème abordé ici, merci de compléter l'article en donnant les références utiles à sa vérifiabilité et en les liant à la section « Notes et références ».
Alphonse XIII, dit l'Africain (en espagnol : el Africano), né le 17 mai 1886 à Madrid (Espagne) et mort le 28 février 1941 à Rome (Italie), est roi d'Espagne de 1886 à 1931.
Fils posthume du roi Alphonse XII, Alphonse XIII règne dès sa naissance. La régence est confiée à sa mère, le reine-mère Marie-Christine d'Autriche, jusqu'à sa majorité, en 1902. Son règne est marqué par la perte des dernières possessions espagnoles d'outre-mer et une très forte instabilité politique.
Le lendemain de la proclamation de la République, en 1931, la famille royale se réfugie d'abord à Paris puis à Rome. Pourtant, les élections municipales de 1931 n'ont pas donné la majorité aux partis de gauche, qui renversent la monarchie.
À la mort de son cousin Alphonse Charles de Bourbon, le 29 septembre 1936, il devient l'aîné des capétiens donc chef de la maison de France et en conséquence prétendant au trône de France.
Il meurt en exil à Rome.

## Biographie

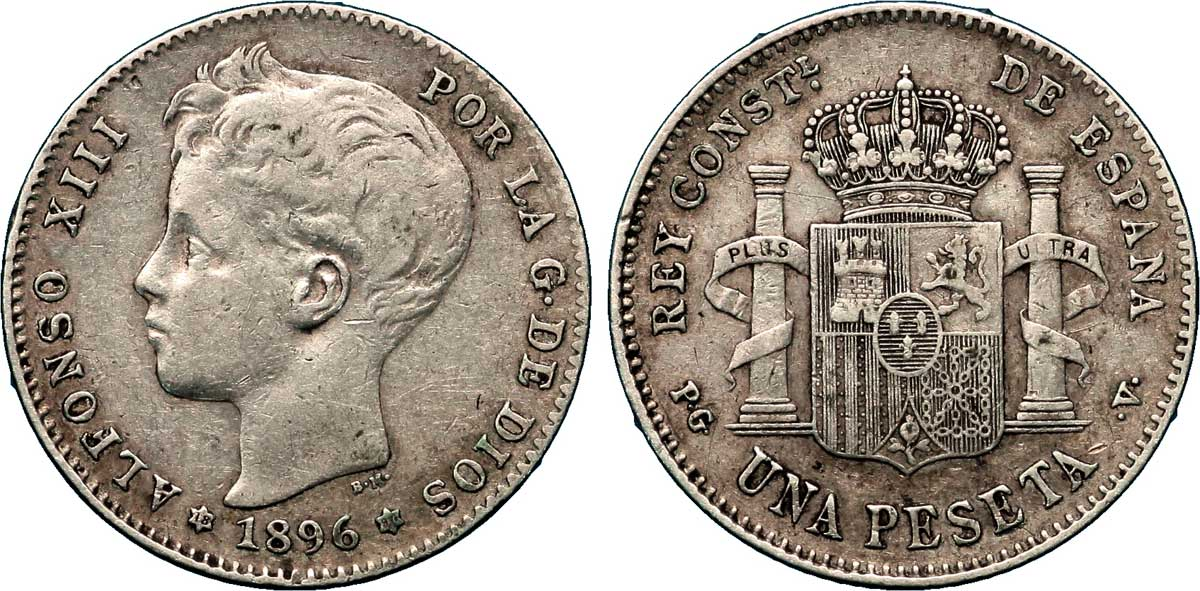
Une peseta à l'effigie d'Alphonse XIII, 1896.

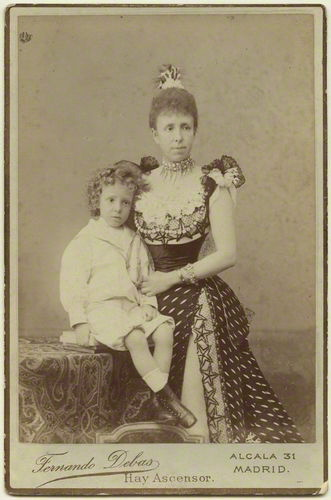
Le roi Alphonse XIII et sa mère (1893).

Fils posthume d’Alphonse XII et de Marie-Christine d’Autriche, il est baptisé Alfonso León Fernando María Jaime Isidro Pascual Antonio de Borbón y Austria.

## Roi d'Espagne
La régence est confiée à sa mère, femme respectée pour son comportement et pour sa dignité. La guerre de 1898 contre les États-Unis fait alors perdre à l'Espagne ses dernières colonies dans le Pacifique et l'Atlantique : Cuba, Porto Rico et les Philippines.

### Les débuts du règne personnel

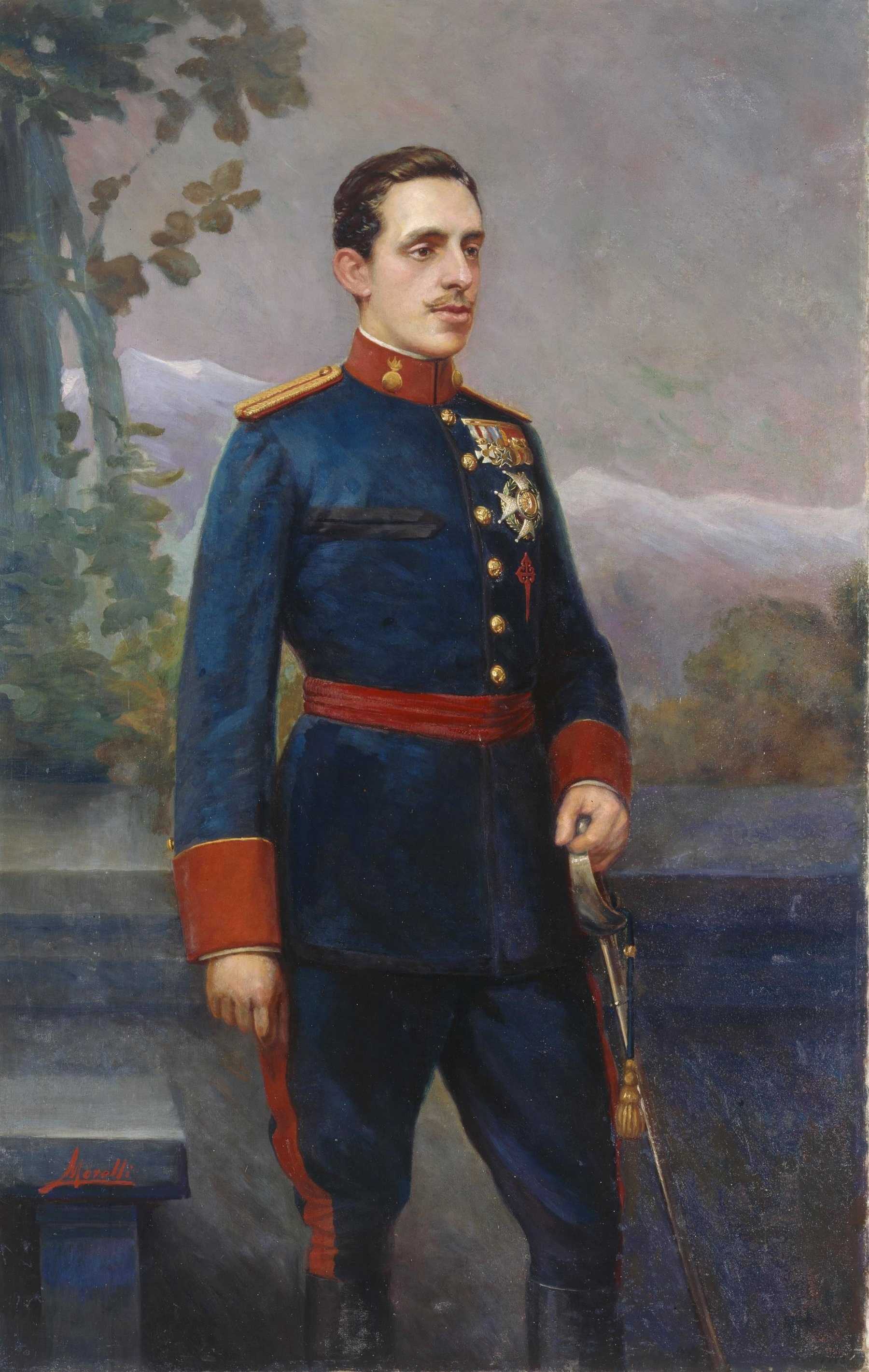
Portrait d'Alphonse XIII vers 1910.

Le 17 mai 1902, Alphonse XIII, âgé de seize ans, est déclaré majeur et assume les fonctions constitutionnelles de chef de l’État ; il visite l'ensemble des provinces espagnoles et voyage à l'étranger, notamment dans l'Empire allemand, au Royaume-Uni et en France.
Un premier complot contre sa personne est déjoué et plusieurs autres tentatives d’assassinat suivront. Le 10 janvier 1903, il essuie un coup de feu en voiture. Le 23 janvier 1904, une bombe est trouvée dans ses appartements au palais de Madrid. Le 6 avril 1904, un pétard explose à Barcelone sous le portique d'une maison où le roi allait passer, avec la certitude que les anarchistes avaient conspiré pour tuer le souverain pendant sa visite dans cette ville. Lors de sa visite en France à Paris, dans la nuit du 31 mai au 1er juin 1905, le président Émile Loubet et lui-même sont victimes d'un attentat à la bombe organisé par un anarchiste espagnol (Alexandre Farras) à l'angle des rues de Rohan et de Rivoli. L'auteur de l'attaque, dont ils sortent indemnes, ne sera jamais arrêté.
Le mariage du jeune roi intrigue les cours d'Europe. Chaque gouvernement souhaite donner au jeune monarque une épouse qui l'attirerait dans son camp en cas de conflit. Le Kaiser propose l'une de ses parentes catholiques, la princesse Marie-Antoinette de Mecklembourg-Schwerin tandis que l'Angleterre protestante forme des vœux pour que Patricia, fille du duc de Connaught et nièce du roi Édouard VII  devienne la prochaine reine.
Le choix du souverain se porte sur une princesse de plus humble origine : la princesse Victoria de Battenberg. Nièce du roi Édouard VII du Royaume-Uni, la princesse qui, comme nombre de ses cousines, porte le prénom de sa grand-mère la feue reine Victoria du Royaume-Uni, n'en est pas moins issue d'une branche morganatique de la maison de Hesse ce qui, selon les critères du temps, ne lui permet pas de ceindre une couronne. Amoureux, le roi passe outre. La princesse se convertit au catholicisme. Par courtoisie, elle reçoit comme marraine l'ex-impératrice des Français d'origine espagnole en exil en Angleterre Eugénie de Montijo. La future reine accole le prénom de sa marraine au sien. Son entourage cache[réf. nécessaire][Information douteuse] au roi que la jeune femme a de fortes probabilités de transmettre l'hémophilie.
Le 31 mai 1906, Alphonse XIII épouse à Madrid la princesse Victoire-Eugénie de Battenberg (1887-1969), fille du prince Henri de Battenberg (1858-1896) et de Béatrice du Royaume-Uni.

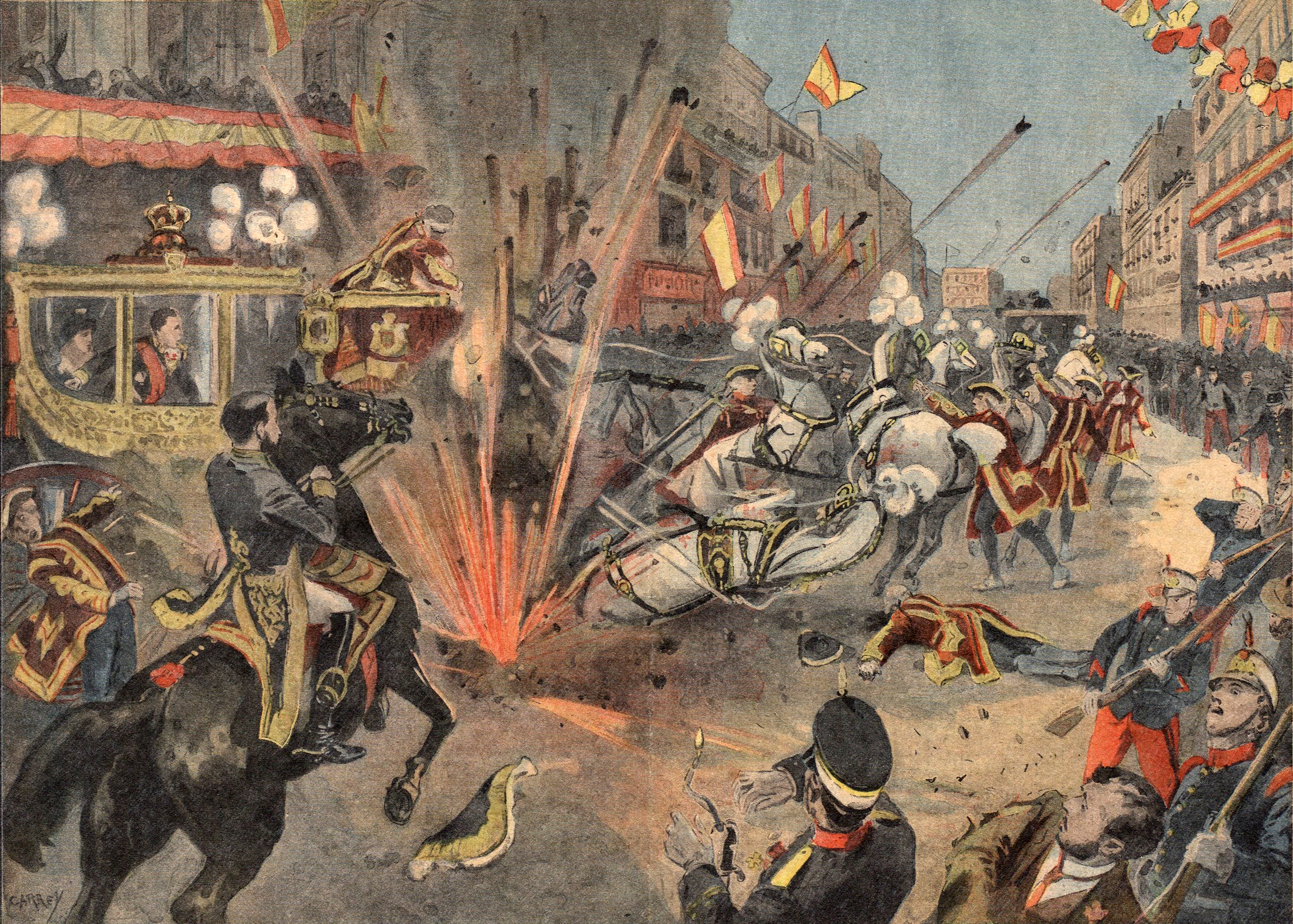
L'attentat fait la une du Petit Parisien le 17 juin 1906, par Paul Carrey.

Alors qu’Alphonse XIII et son épouse retournent au palais royal de Madrid après la célébration du mariage, un anarchiste, Mateo Morral, lance une bombe dissimulée dans un bouquet de fleurs face au numéro 88 de la Calle Mayor. Les jeunes époux sortent indemnes de l'attentat qui tue vingt-trois personnes dans le public et la suite royale.

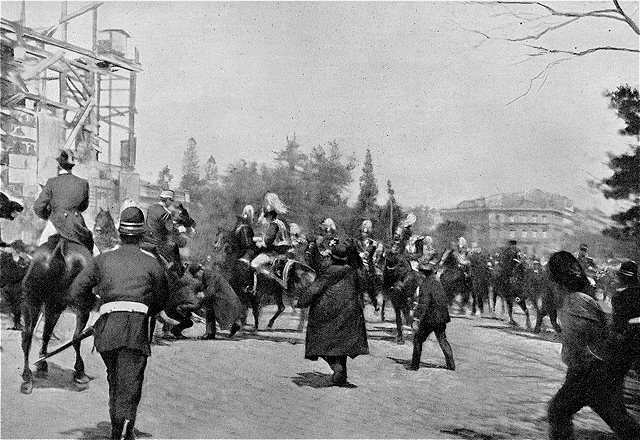
L'auteur de l'attentat du 13 avril 1913 est terrassé.

Le dimanche 13 avril 1913, alors que le roi rentre à cheval d'une revue militaire à Madrid, un anarchiste de 25 ans, nommé Rafael Sánchez Alegre, tire sur lui deux coups de revolver qui ne l'atteignent pas et qui blessent son cheval, à l'angle de la promenade de Recoletos dans la rue d'Alcalá. Le tireur, assommé par un agent de police, tire encore un troisième coup de revolver qui blesse cet agent à la cuisse. Après son arrestation, il déclare avoir agi seul.

### Première Guerre mondiale
Pendant la Première Guerre mondiale, en tant que monarque d'un pays neutre, Alphonse XIII lance ce qui peut être considéré comme la première action humanitaire gouvernementale de l'histoire : le bureau des prisonniers de guerre (Oficina pro-cautivos). Ce bureau entend fournir des réponses aux familles qui ignorent le sort de militaires ou de civils qui se trouvent dans les zones de combat.
Le roi fonde cet organisme séparément du gouvernement afin de ne pas compromettre sa neutralité. Sur fonds propres, il installe au palais royal un secrétariat où parviennent les demandes d'information ou d'intervention en faveur des prisonniers des deux bords. Son action est facilitée par les bonnes relations que le roi entretient avec les pays belligérants. Il utilise les ambassades pour obtenir des informations sur les prisonniers et met en contact des prisonniers des deux camps avec leurs familles. Il sauve environ 70 000 civils et 21 000 soldats et intervient en faveur de 136 000 prisonniers de guerre en organisant 4 000 inspections de camps de prisonniers. Il plaide également pour que les sous-marins n'attaquent pas les navires-hôpitaux et propose d'instaurer une inspection neutre de ces navires par des militaires espagnols à la sortie et l'entrée des ports. Il obtient des deux parties l'engagement de ne plus torpiller de bateaux arborant un drapeau d'hôpital. Le bureau traitait un tel volume de demandes que les jours fériés étaient travaillés.
Il tente plusieurs actions, en 1917, pour libérer et pour amener en Espagne la famille impériale russe. Les crimes de la révolution d'Octobre ruinent ses plans.
Il soutient les démarches de paix entreprises par l'empereur Charles Ier d'Autriche par l'intermédiaire des princes François-Xavier de Bourbon-Parme et Sixte de Bourbon-Parme.
Après la guerre et la mort prématurée de l'empereur Charles en exil, Alphonse XIII accorde l'hospitalité à l'impératrice sa cousine Zita de Bourbon-Parme et à ses enfants.

### Une monarchie en crise
L’Espagne connut de nombreuses révoltes sociales dans la plupart des grandes villes au cours des deux premières décennies du XXe siècle. La plus violente eut lieu à Barcelone en 1909. Un des facteurs déclencheurs fut le mécontentement de la population face à la guerre du Maroc.
L'agitation dans le Nord du Maroc, dans les protectorats espagnol et français, conduit d'ailleurs à la sanglante guerre du Rif. En 1921, l'Espagne subit une défaite désastreuse à Anoual. Le desastre d'Annual fit naître dans l'opinion publique un sentiment très critique envers la politique au Maroc, ainsi qu'envers le système politique en place, en général. Une enquête fut menée sur les responsabilités du désastre d'Annual, qui devait aboutir à la publication d'un rapport. Certaines voix attribuaient ce désastre au monarque, ardent partisan de la politique coloniale. Il avait de plus lui-même nommé les officiers responsables avec qui il entretenait des relations d'amitié, comme Dámaso Berenguer ou le général en chef Manuel Fernández Silvestre.
Au cours de cette période, le monarque, qui « avait montré depuis des années des tendances absolutistes », fit diverses déclarations dans lesquelles il exprimait sa désaffection pour le parlement.
Dans ce contexte de crise politique et sociale, le capitaine général de Catalogne Miguel Primo de Rivera organisa un coup d'État le 13 septembre 1923. Ce coup d'État fut avalisé par Alphonse XIII qui chargea Primo de Rivera de la formation d'un gouvernement autoritaire, le Directoire militaire. Certains historiens considèrent significatif le fait que l’une des premières décisions prises par le Directoire militaire fut de s’emparer des archives de la Commission de responsabilités (es) du Congrès des députés qui préparerait un rapport, dont la présentation était prévue le 2 octobre 1923, basé sur l’enquête menée par le général Picasso sur les responsabilités de la défaite d’Anoual. Selon des déclarations faites par le député socialiste Indalecio Prieto (un opposant à la monarchie) le 17 avril 1923 qui suscitèrent un grand nombre de commentaires, ces conclusions impliquaient le roi.

### Les Directoires de Primo de Rivera

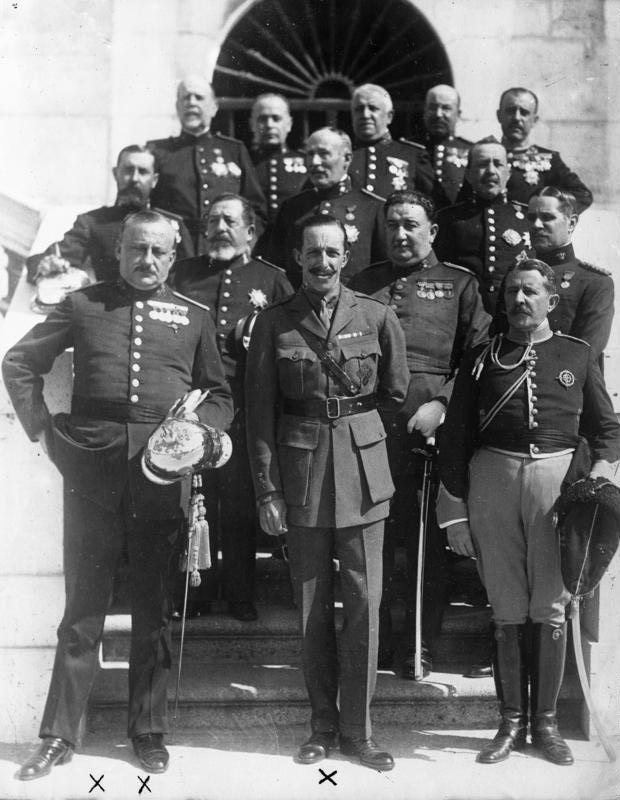
Le roi Alphonse XIII entouré d'officiers, à sa droite Miguel Primo de Rivera.

Miguel Primo de Rivera forme un gouvernement autoritaire, qu'il baptise « Directoire », exclusivement composé de militaires (directeurs militaires). Un directoire civil est ajouté plus tard en 1925.
La dictature met un point final à la guerre du Rif par le débarquement d'Al Hoceima en 1925 qui permet la conquête définitive du Rif en 1927. En 1929, sont inaugurées l'exposition universelle de Barcelone et l'exposition ibéro-américaine de Séville.
L'opposition croît contre le dictateur, spécialement parmi les étudiants, les intellectuels et les artilleurs (ces derniers, opposés à la réforme du système de nomination). Alphonse XIII, inquiet pour l'avenir de la monarchie, démet Primo de Rivera du gouvernement le 19 janvier 1930, nomme président du Conseil des ministres le général Dámaso Berenguer et affiche son intention de retourner à un régime constitutionnel.
Cette période est appelée « Dictablanda », dictature douce par comparaison avec la dictature dure antérieure.

### La dictature de Dámaso Berenguer: la monarchie désavouée
Après la chute du dictateur et sa mort quelques semaines plus tard à Paris, les manifestations antimonarchiques se multiplient. Le roi est accusé d'avoir protégé la dictature de Primo de Rivera et d'être en partie responsable du désastre d'Anoual.
Les partis de gauche et de droite s'agitent : les partis de gauche et indépendantistes font front contre la monarchie en signant l'accord de Saint-Sébastien qui prévoit la révolution contre le pouvoir en place, tandis que des coups d'État militaires sont déjoués, notamment à Jaca et à la base aérienne des Cuatro Vientos à Madrid. Le premier est dirigé par les capitaines Fermín Galán et Ángel García Hernández, fusillés après être passés en conseil de guerre.

### Le départ et l'exil
En février 1931, l'amiral Juan Bautista Aznar-Cabañas est désigné président du Conseil par Alphonse XIII. Son gouvernement convoque les élections municipales qui se déroulent le 12 avril suivant. Elles sont interprétées comme une défaite du régime monarchiste. Pourtant, avec 40 %, la coalition antimonarchiste n'obtient pas la majorité dans l'ensemble du territoire seulement dans les grandes villes. Les zones rurales, où se concentre la grande majorité de la population, sous l'influence des caciques, votent davantage pour la monarchie.
Les socialistes et les autres partis de gauche jugent que le moment de renverser la monarchie est venu. Le 13 avril, ils décrètent le renversement de la monarchie et le lendemain, la Seconde République espagnole est proclamée. Ils sont de fait les responsables du gouvernement du pays et forment aussitôt un Gouvernement provisoire, présidé par Niceto Alcalá-Zamora.
Les élections municipales n'ont pourtant pas pour vocation de changer la forme politique de l'État. La Constitution de 1876, alors en vigueur, ne prévoyait évidemment pas qu'une telle consultation pût entraîner la chute de la monarchie. C'est la raison pour laquelle des historiens et des analystes politiques, généralement hostiles à la République, considérent que sa proclamation dès le 14 avril 1931, surtout sous la pression de la rue madrilène, est une forme de « coup d'État » et une « subversion de l'ordre constitutionnel ».[réf. nécessaire]
Le roi renonce à rester à la tête de l'État sans abdiquer formellement. La nuit du 14 au 15 avril, il quitte le pays afin, selon ses propres dires, d'éviter la guerre civile. Parti de Madrid au volant de sa voiture Duesenberg pour Carthagène, il embarque dans un bateau de la marine espagnole vers Marseille et se rend ensuite à Paris. Sa famille quitte l'Espagne en train le lendemain.
À Paris, le roi s’installe à l’hôtel Meurice, puis à Avon (Seine-et-Marne) à l’hôtel Savoy, le gouvernement de la République française lui ayant demandé de rester à au moins 60 km de la capitale. Il adopte le titre de courtoisie de « duc de Tolède ». En 1934, l’ex-roi et sa famille quittent la France et s’installent définitivement à Rome au Grand Hôtel. La reine vit séparément d'abord dans sa patrie d'origine, le Royaume-Uni puis en Suisse, ne retrouvant son mari que lors des fêtes familiales.
Par la loi du 26 novembre 1931, les Cortes républicaines déclarent Alphonse XIII « hors la loi », coupable de « haute trahison » et déchu de tous ses droits :
« […] Don Alfonso de Borbón será degradado de todas sus dignidades, derechos y títulos, que no podrá ostentar ni dentro ni fuera de España, de los cuales el pueblo español, por boca de sus representantes elegidos para votar las nuevas normas del Estado español, le declara decaído, sin que se pueda reivindicarlos jamás ni para él ni para sus sucesores. »
« […] Don Alfonso de Borbón sera privé de toutes ses dignités, droits et titres, qu'il ne pourra utiliser ni en Espagne ni hors d'Espagne, et dont le peuple espagnol, par la voix de ses représentants élus pour voter les nouvelles normes de l'État espagnol, le déclare déchu, sans possibilité de les revendiquer à l'avenir, pour lui comme pour ses successeurs. »
Cette loi est annulée le 15 décembre 1938 par Francisco Franco.

### La guerre civile
Au début de la guerre civile, le roi appuya avec ferveur les nationalistes, affirmant être « un phalangiste de la première heure ».
Les relations du roi Alphonse XIII avec le futur dictateur Francisco Franco sont bien documentées. De par ses succès au Maroc, Franco était connu du roi et peu à peu devint une sorte de favori royal. En janvier 1923, le roi lui attribua la médaille militaire et la charge honorifique de « Gentilhombre de cámara ». Franco s'entretint personnellement avec le roi de la retraite du Maroc. En mars 1925, en visite au Maroc, le général Primo de Rivera remit une lettre à Franco ainsi qu'une médaille religieuse en or. Par décret royal du 4 janvier 1928, il le nomma directeur de l'Académie générale militaire récemment créée. Franco vota pour la candidature monarchique à Saragosse.
Le 4 avril 1937, Franco écrivit une lettre à Alphonse XIII : le roi, qui venait de donner un million de pesetas à la cause franquiste, lui avait écrit sa préoccupation sur la faible priorité accordée à la restauration de la monarchie ; Franco laissa clairement entendre que le roi ne pourrait pas jouer un rôle dans le futur au vu de ses erreurs passées. À la fin de la guerre, le roi déclara : « J'ai choisi Franco quand il n'était personne. Il m'a trahi et trompé tout le temps. »

### Questions dynastiques
Au décès de son cousin Alphonse-Charles de Bourbon, duc de San Jaime, à Vienne le 29 septembre 1936, Alphonse XIII devint l'aîné des Capétiens et des Bourbons. Les légitimistes français le reconnurent alors comme roi de France et de Navarre de jure, sous le nom d'Alphonse Ier, et certains carlistes espagnols le reconnurent de leur côté comme roi des Espagnes et des Indes de jure, sous le nom d'Alphonse XII.

#### Armoiries à partir de 1936
Devenu le 29 septembre 1936 le chef de la maison de Bourbon — jefe de la Casa de Borbón, en sus dos ramas principales, comme il se déclarait lui-même,,,, —, Alphonse XIII se départit de ce fait de la brisure d'Anjou (la bordure de gueules autour des armes de France, sur le tout des armes d'Espagne), comme le lui suggéra, l'héraldiste et historien suisse Heinrich-Karl Zeininger von Borja, qui s'était mis à son service,.

#### Prétention au trône de France
Succession
Prétendant aux trônes de France et de Navarre
29 septembre 1936 – 28 février 1941
(4 ans, 4 mois et 30 jours)
À la mort en 1883 d'Henri d'Artois, comte de Chambord (petit-fils de Charles X), la branche carliste (issue de l'infant Charles, frère puîné du Roi Ferdinand VII d'Espagne) était devenue la nouvelle branche aînée des Bourbons. Celle-ci s'éteignant à son tour en 1936 avec la mort du duc de San Jaime, l'ancien roi Alphonse XIII lui succède comme aîné des Bourbons et des Capétiens, par primogéniture et collatéralité masculines (son arrière-grand-père était l'infant François de Paule, plus jeune frère de Ferdinand VII).
En 1931, il avait été fait chevalier de l'ordre du Saint-Esprit par Jacques de Bourbon (1870-1931), duc d'Anjou et de Madrid, qui lui avait déclaré : « Petit fils aîné de Louis XIV, petit-fils aîné de Philippe V je suis chef de la Maison de France, chef de la Maison d'Espagne. Après moi, mes droits saisissent mon oncle D. Alphonse qui n'a pas d'héritier direct ; après lui, qui est vieux, c'est toi qui es jeune. (…) Tu seras un jour chef de la Maison de France ; après toi ce sera ton fils aîné ».
Discutant en 1940 avec un ambassadeur de France du régime de Vichy, et évoquant une hypothétique restauration de la monarchie en France, Alphonse XIII se désigne en disant : « Restauration, oui ; mais la bonne, la légitime ».

#### Prétention au trône d'Espagne
En 1933, Alphonse XIII fait renoncer ses deux fils aînés à leurs droits au trône constitutionnel d'Espagne. Le premier, Alphonse (1907-1938), est hémophile et donc d'une faible espérance de vie à l'époque. Indépendamment, il signe une lettre à l'attention de son père — rédigée à l'avance par le secrétariat de ce dernier — par laquelle il renonce à ses droits (le motif invoqué est le choix par le prince des Asturies d'une épouse « n'appartenant pas à la condition que les anciennes lois espagnoles et les convenances de la cause monarchique, qui importent tant pour le bien de l'Espagne, requerraient » : allusion à la Pragmatique sanction de 1776 sur les unions dites inégales) quelques jours avant d'épouser Edelmira Sampedro Robato, une roturière (il récusera cette renonciation quelques années plus tard). Le puîné, Jacques (1908-1975), est sourd depuis l'enfance à la suite d'une opération des oreilles (consécutive à une otite mal soignée), ce qui lui donne une diction particulière. Le roi déchu désigne alors comme son successeur leur frère cadet Jean (1913-1993), futur comte de Barcelone, en faveur duquel il « abdique » le 15 janvier 1941, laissant à ce fils le rôle de chef de la maison royale. L'infant Jacques, duc d'Anjou et de Ségovie, récuse en 1949 sa renonciation de 1933, faite sous la pression paternelle.
Alphonse XIII meurt le 28 février 1941 au Grand Hôtel de Rome d'une angine de poitrine. Il est enterré dans l'église Sainte-Marie de Montserrat des Espagnols.
Pour sa part, son fils Jean, comte de Barcelone, renoncera à ses prétentions au trône en 1977, deux ans après l'instauration de la monarchie en faveur de son fils Juan Carlos à la mort du général Franco, en vertu de la loi de succession de 1947 et de sa nomination comme prince d'Espagne en 1969. Par la renonciation du comte de Barcelone à ses prétentions, certains monarchistes considérèrent que Juan Carlos Ier « récupéra la légitimité dynastique de la monarchie historique », ce qui est inscrit dans l'article 57 de la Constitution espagnole de 1978 (« S. M. Juan Carlos Ier de Bourbon, légitime héritier de la dynastie historique »).
En 1980, le roi Juan Carlos, petit-fils d'Alphonse XIII, ordonne le transfert de ses restes vers la nécropole royale de l'Escurial.

## La famille royale

### Mariage et enfants
Alphonse XIII a épousé en 1906 la princesse Victoire-Eugénie, dite « Ena » de Battenberg. Petite-fille de la reine Victoria du Royaume-Uni, elle transmit, à l'instar de sa cousine l'impératrice Alexandra de Russie, le gène de l'hémophilie à certains de ses fils.
S'estimant trahi, le roi s'éloigna peu à peu de la reine, connaissant de nombreuses liaisons adultérines, courtisant même en 1912 une femme de sang royal, la princesse Béatrice de Saxe-Cobourg et Gotha, une autre petite-fille de la reine Victoria, sœur cadette de la reine de Roumanie et cousine de sa femme, qui avait épousé l'infant Alphonse d'Orléans, duc de Galliera, un de ses cousins. Le scandale fut si grand que la reine mère Marie-Christine intervint et obligea son fils à ordonner au duc et la duchesse de Galliera de quitter l'Espagne, puis à nommer le duc à diverses fonctions diplomatiques afin de tenir le couple éloigné du territoire espagnol.

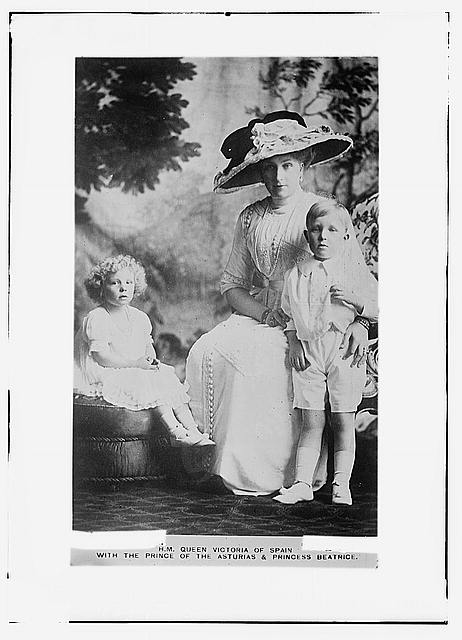
La reine Victoria Eugenia avec le prince des Asturies et l'infante Béatrice (1912).

De son mariage avec la princesse Victoire-Eugénie de Battenberg, le roi eut sept enfants :
- Alphonse (1907-1938), prince des Asturies (1907-1931), comte de Covadonga (1933-1938), « dauphin de France » (1936-1938). Il est hémophile, comme d'autres descendants mâles de son arrière-grand-mère Victoria (grand-mère de sa mère Victoire-Eugénie). Il épouse en 1933 Edelmira Sampedro y Robato, Cubaine d’origine espagnole qui n’était pas de sang royal. Cette même année, en 1933, son père l'oblige à renoncer à ses droits au trône, officiellement parce que son épouse n'est pas d'une famille royale et que par conséquent il ne peut l'épouser qu'en renonçant à ses droits ; en fait surtout parce qu'il est hémophile. Il prend le titre de courtoisie de comte de Covadonga. Il divorce en 1936, se remarie civilement puis divorce en 1938, et meurt en Floride sans descendance des suites d'un accident de la circulation. A cause de son hémophilie, une hémorragie interne lui est fatale. ;
- Jacques-Henri (1908-1975), infant d'Espagne, devint sourd à l'âge de quatre ans à la suite d'une opération des oreilles consécutive à une otite mal soignée. Il dut renoncer à ses droits au trône en 1933 sous la pression paternelle et reçoit en 1935 de titre de courtoisie de duc de Ségovie, auquel il ajoute en 1946 celui de duc d'Anjou. En France, il se fait appeler « prince Jacques-Henri de Bourbon » et se présente comme prétendant au trône de France sous le nom d'« Henri VI » (1941-1975). Il épouse en premières noces Emmanuelle de Dampierre (fille de Roger de Dampierre, vicomte de Dampierre, duc pontifical de San Lorenzo Nuovo et noble de Viterbe, et de sa première épouse, la princesse italienne Vittoria Ruspoli des princes Poggio Suasa). Le couple a des enfants, mais fait annuler civilement son mariage en 1947. Jacques se remarie civilement avec la cantatrice Charlotte Tiedemann qui l'aide à améliorer sa diction, mais n'a pas de descendance de ce second mariage ;
- Béatrice (1909-2002), infante d'Espagne, princesse Torlonia et de Civitella Cesi (1935) par son mariage avec Alessandro Torlonia ;
- Ferdinand (1910-1910), infant d'Espagne ;
- Marie-Christine (1911-1996), infante d'Espagne, « fille de France » (1936) épouse en 1940 Enrico Eugenio, comte Marone-Cinzano ;
- Juan (1913-1993), infant d'Espagne puis « prince des Asturies ». Il est prétendant alphonsiste au trône d'Espagne (1941-1977) avec le titre de courtoisie de « comte de Barcelone » (1941), titre reconnu officiellement en 1977. Il renonce à ses prétentions au trône en 1977 en faveur de son fils Juan Carlos (qui est déjà roi depuis 1975). Il est considéré comme « fils de France » (1936-1993) par les légitimistes français. Il épouse en 1935 María de las Mercedes de Borbón y Orleans ;
- Gonzalve (1914-1934), infant d'Espagne. Né hémophile (sa mère a transmise cette maladie à lui et à son frère aîné), il meurt sans descendance.

### Enfants naturels
Alphonse XIII a laissé plusieurs enfants naturels :
- Roger Levêque de Vilmorin (1905-1980), né de sa liaison avec Mélanie de Gaufridy de Dortan[31],[32], épouse de Philippe Levêque de Vilmorin qui acceptera de donner son nom à l'enfant. Roger est donc le frère utérin de Louise de Vilmorin, écrivain et compagne d'André Malraux ;
- Juana Milán y Quiñones de León (19 avril 1916-2005), née de sa relation avec Beatrice Noon, nourrice irlandaise envoyée par la belle-mère d'Alphonse XIII en Espagne. Le nom de Milán provient du titre de duc de Milan, appartenant historiquement au roi d'Espagne, et le nom de Quiñones de León de l'ambassadeur d'Espagne en France, dépositaire des secrets d'Alphonse XIII ;
- María Teresa Ruiz Moragas (9 octobre 1925-1965), née de sa relation avec l'actrice María del Carmen Ruiz Moragas (1898-1936) ;
- Leandro de Borbón Ruiz, né Leandro Alfonso Ruiz Moragas (26 avril 1929-18 juin 2016), également né de María del Carmen Ruiz Moragas. Il fut autorisé le 21 mai 2003 par la justice espagnole à utiliser le nom de Borbón.

## Ascendance
Alphonse XIII est un rare exemple d'endogamie. À la onzième génération, il n'a que 111 ancêtres différents, alors que dans une situation standard on s'attend à en identifier 1024. Ce qui représente un taux d'implexe de 89 %

## Galerie

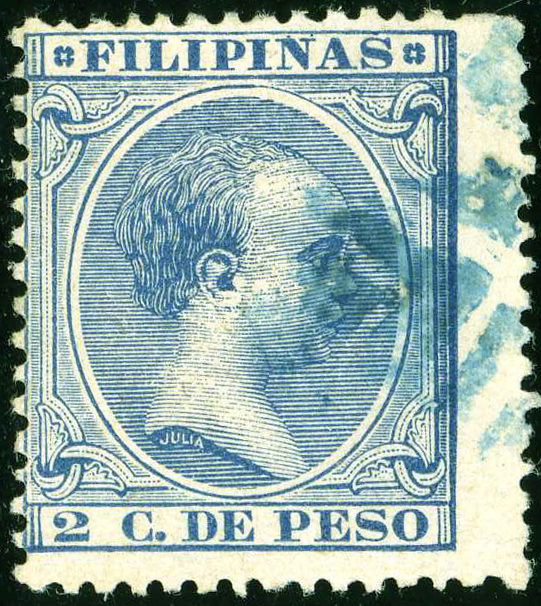
Alphonse XIII enfant sur un timbre-poste de 1896.
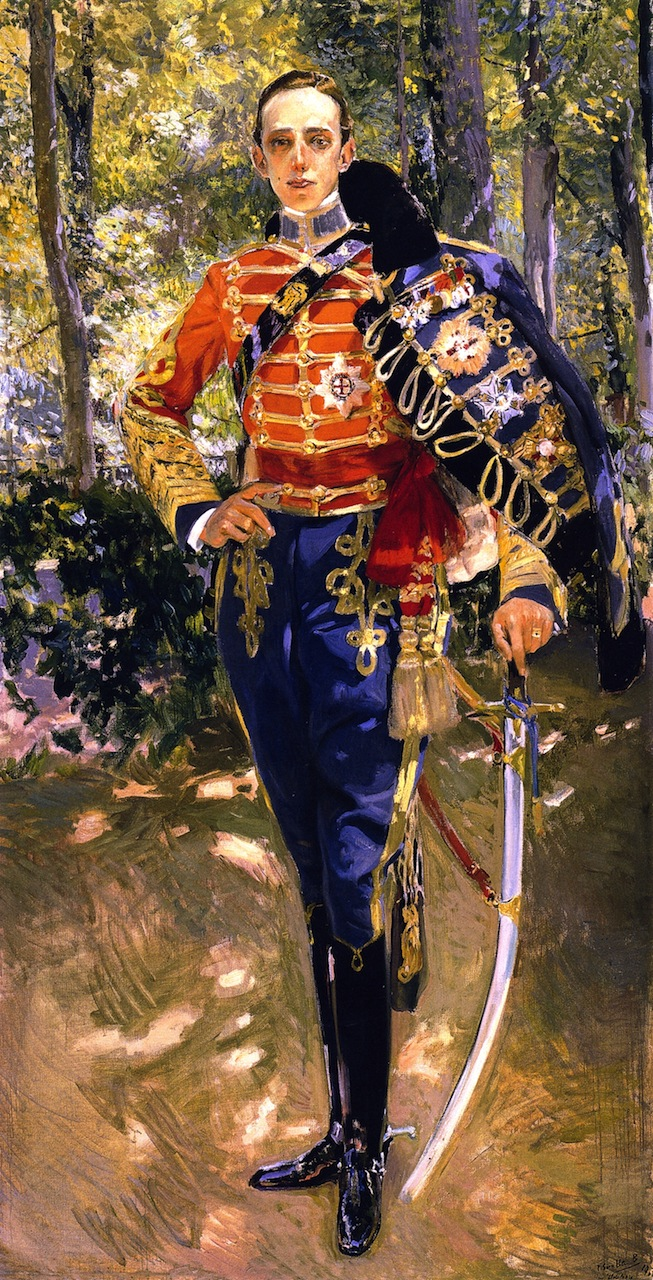
Alphonse XIII d'Espagne en costume de hussard, par Joaquín Sorolla (1902).
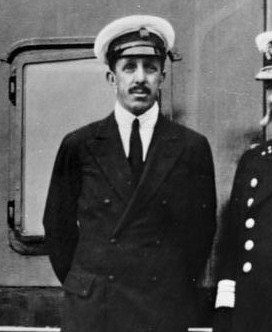
Alphonse XIII en juillet 1930.
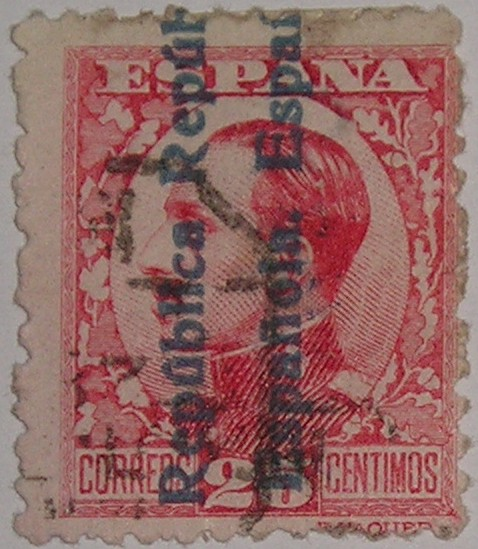
Alphonse XIII sur un timbre de 1930 surchargé « República Española » en 1931.
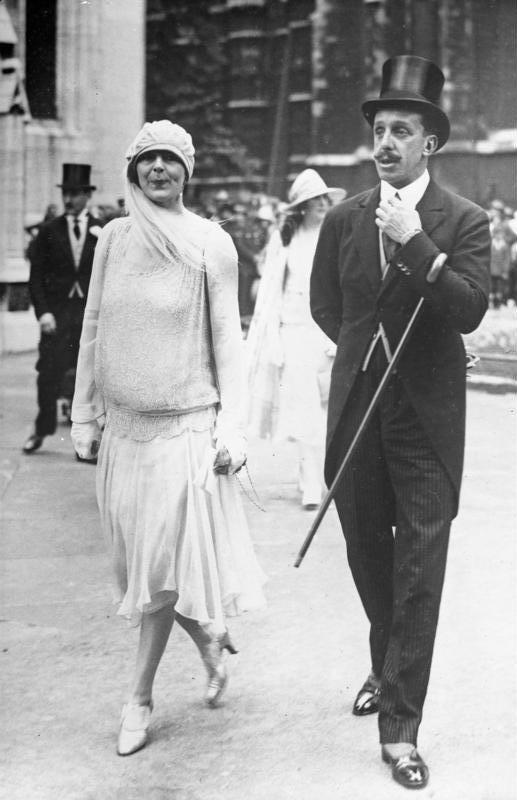
Alphonse XIII en 1932.

## Le promoteur de l'aviation
Alors que le roi envisage de fonder une école de pilotage à Madrid, lors d'un voyage en France il rencontre les pionniers de l'air américains Orville et Wilbur Wright qui lui donnent une démonstration de vol, à Pau.